# Callipallene vexator
Callipallene vexator är en havsspindelart som beskrevs av Stock, J.H. 1956. Callipallene vexator ingår i släktet Callipallene och familjen Callipallenidae. Inga underarter finns listade.